# Technician Fourth Grade

Dienstgradabzeichen: US Army Technician 4th Grade

Technician Fourth Grade (abgekürzt T/4, T4C oder TEC4) war einer von drei Dienstgraden der United States Army, die am 8. Januar 1942 mit der 1. Änderung der Army Regulation 600-35 eingeführt wurden. Die anderen Dienstgrade waren der Technician Third Grade und der Technician Fifth Grade. 

## Verwendung
Ein Technician Fourth Grade war mit der Besoldung einem Sergeants gleichgestellt. Das Dienstgradabzeichen war das eines Sergants erweitert durch ein untergestelltes T. Anders als normale Sergeanten hatte ein Technician Fourth Grade keine Befehls- bzw. Kommandogewalt. Ausschließlich innerhalb seiner Funktion konnte ihm durch Vorgesetzte eine eingeschränkte Befehlsgewalt über eine kleine Einheit zugeordnet werden.
Der Technician Fourth Grade wurde eingeführt, um US-Amerikaner mit speziellen technischen Vorkenntnissen zum Eintritt in die US-Army zu bewegen und so gegebenenfalls langwierige Ausbildungen zu vermeiden.
1948 wurden die Technischen Dienstgrade wieder abgeschafft. Seit dem 1. Juli 1955 gibt es wieder ein ähnliches  Konzept, das des Specialist (SPC).